# Dipartimento di San Rafael
San Rafael è un dipartimento argentino, situato nella parte centrale della provincia di Mendoza, con capoluogo San Rafael.

## Geografia fisica
Esso confina a nord con i dipartimenti di San Carlos, Santa Rosa e La Paz; a est con la provincia di San Luis ed il dipartimento di General Alvear; a sud con al provincia di La Pampa; a sud-ovest con il dipartimento di Malargüe, e ad ovest con la repubblica del Cile.

## Società

### Evoluzione demografica
Secondo il censimento del 2001, su un territorio di 31.235 km², la popolazione ammontava a 173.571 abitanti, con un aumento demografico del 9,67% rispetto al censimento del 1991.
Abitanti censiti

## Amministrazione
Il dipartimento, come tutti i dipartimenti della provincia, è composto da un unico comune, suddiviso in 18 distretti (distritos in spagnolo):
- Cañada Seca
- Cuadro Benegas
- Cuadro Nacional
- El Cerrito
- El Sosneado
- El Nihuil
- Goudge
- Jaime Prats
- La Llave
- Las Malvinas
- Las Paredes
- Monte Comán
- Punta de Agua
- Rama Caída
- Real del Padre
- San Rafael, capoluogo
- Veinticinco de Mayo
- Villa Atuel